# Cadillacs y dinosaurios
Cadillacs y dinosaurios (título original en inglés: Cadillacs and Dinosaurs) es una serie animada estadounidense–canadiense, basada en el cómic Xenozoic Tales y el videojuego homónimo de 1993, creada por Steven E. de Souza y Mark Schultz. Fue producida por Nelvana, Galaxy Films, y De Souza Productions, y fue emitida en el canal CBS en los Estados Unidos y YTV en Canadá el 18 de septiembre de 1993. En Latinoamérica, la serie era emitida inicialmente por HBO Ole y más tarde por The Big Channel y Magic Kids, y en Chile la serie llegó a ser emitida por TVN.

## Premisa
La serie narra las hazañas de Jack Tenrec y su grupo de luchadores por la libertad ecológica conocidos como los "Mecánicos". Ambientada en el año 2513, la serie se desarrolla en una jungla posapocalíptica en las cercanías de las ruinas de la Ciudad de Nueva York (ahora conocida como "La Ciudad en el Mar"); las sociedades han tenido que volver a aprender sobre la tecnología del siglo XX, perdida durante siglos debido a una catástrofe antigua nunca revelada, y sólo han tenido un éxito parcial en hacerlo, aunque los Mecánicos han mantenido gran parte de la tecnología y el conocimiento del "Viejo Mundo". Su compañera, a menudo reacia, es Hannah Dundee, una embajadora de Wasoon, región en algún lugar más al sur que tecnológicamente está mucho más atrasada que la Ciudad en el Mar. Ella contrata a Jack como enlace local mientras intenta crear una comunicación clara entre su tierra y la civilización moderna. Desde la catástrofe, gran parte de los antiguos Estados Unidos se ha vuelto territorio salvaje, y muchas especies de dinosaurios reaparecieron espontáneamente después de haberse extinguido hace eones. Juntos, Jack y Hannah confrontan los serios problemas que enfrenta el entorno futurista que la humanidad ha llegado a habitar.
Jack también tiene a Hermes, un "Cutter" juvenil que Jack crio tras la muerte de la madre de este último. Aunque es dócil con Jack y Hannah, todavía puede ser bastante feroz cuando se enoja. La serie también incluye una raza de lagartos antropomorfos inteligentes llamados "Grith".
Jack y su equipo se enfrentan a la oposición, incluido el triunvirato del Consejo de Gobernadores, en particular a la archienemiga de Jack, Wilhelmina Scharnhorst, y la banda de cazadores furtivos de Hammer Terhune.

## Reparto/Personajes
| Personaje                          | Elenco de voz    | Elenco de doblaje (Hispanoamérica) |
| ---------------------------------- | ---------------- | ---------------------------------- |
| Jack Tenrec                        | David Keeley     | Salomón Adames                     |
| Hannah Dundee                      | Susan Roman      | Rossana Cicconi                    |
| Mustafa Cairo                      | Bruce Tubbe      | Daniel Jiménez                     |
| Kirgo                              | David Fox        | Carmelo Fernández                  |
| Hermes                             | N/A              | N/A                                |
| Hobb                               | Don Francks      | Rafael Monsalve                    |
| Niño salvaje (Wild Child)          | N/A              | Rossana Cicconi                    |
| Hammer Terhune                     | Tedd Dillon      | Frank de Carip                     |
| Wrench Terhune                     | Colin O'Meara    | Armando Volcanes                   |
| Vice Terhune                       | Frank Pellegrino | N/A                                |
| Mikla                              | Lenore Zann      | N/A                                |
| Gobernador Toulouse                | Philip Williams  | Armando Valerio                    |
| Gobernadora Dahlgren               | Kristina Nicoll  | N/A                                |
| Gobernadora Wilhelmina Scharnhorst | Dawn Greenhalgh  | Carmen Arencibia                   |
| Capitán Noc                        | Don Dickinson    | Juan Guzmán                        |
| Dr. Fessenden                      | John Stocker     | Orlando Noguera                    |
| Narración/letreros                 | Greg Spottiswood | Alejo Felipe                       |
| Letreros (eps. 2-13)               | Greg Spottiswood | Salomón Adames                     |

## Criaturas
Muchos de los dinosaurios (comúnmente conocidos como "slithers") y otras criaturas prehistóricas que aparecen en esta serie además reciben nombres comunes diferentes:
- Cutter – Allosaurus
- Shivet – Tyrannosaurus rex
- Mack – Triceratops
- Sandbuck – Apatosaurus
- Sandbuck tricolor – Diplodocus
- Wahonchuck – Stegosaurus
- Whiptail – Nothosaurus
- Thresher – Mosasaurus
- Zeek – Pteranodon
- Bonehead – Pachycephalosaurus wyomingensis
- Tree Grazer – Brachiosaurus
- Hornbill – Parasaurolophus
- Crawler – Ankylosaurus magniventris
- Deinonychus antirrhopus
- Velociraptor
- Dimetrodon
- Glyptodon
- Hiena de las cavernas
- Mamut lanudo
- Peramus
- Phorusrhacos
- Troodon
- Eoraptor lunensis
- Machairodus
- Compsognathus longipes
- Coelophysis
- Struthiomimus
- Protoceratops
- Mixosaurus
- Stegoceras

## Lista de episodios
| N° | Título original            | Título en español      | Fecha de emisión (Canadá/EE.UU.) | Fecha de emisión (Hispanoamérica) |
| 1  | Rogue                      | El bribón              | 18 de septiembre de 1993         | TBA                               |
| 2  | Dino Drive                 | Manada de dinosaurios  | 25 de septiembre de 1993         | TBA                               |
| 3  | Death Ray                  | Rayo de muerte         | 2 de octubre de 1993             | TBA                               |
| 4  | Siege                      | Asedio                 | 9 de octubre de 1993             | TBA                               |
| 5  | Wild Child                 | Niño salvaje           | 23 de octubre de 1993            | TBA                               |
| 6  | Mind Over Matter           | Mente sobre materia    | 6 de noviembre de 1993           | TBA                               |
| 7  | Survival                   | Sobrevivencia          | 20 de noviembre de 1993          | TBA                               |
| 8  | It Only Comes Out at Night | Solo sale al anochecer | 27 de noviembre de 1993          | TBA                               |
| 9  | Remembrance                | Remembranza            | 11 de diciembre de 1993          | TBA                               |
| 10 | Pursuit                    | Persecución            | 18 de diciembre de 1993          | TBA                               |
| 11 | Departure                  | Partida                | 14 de enero de 1994              | TBA                               |
| 12 | Duel                       | Duelo                  | 21 de enero de 1994              | TBA                               |
| 13 | Wildfire                   | Incendio voraz         | 28 de enero de 1994              | TBA                               |

## Distribución

### Transmisión
En Canadá, el programa se estrenó el 2 de octubre de 1993 en YTV.
El programa se emitió en la República de Irlanda por RTÉ2 el 29 de agosto de 1995 hasta 1996. Además, la serie se transmite desde hace muchos años por HBO Family en Latinoamérica, donde los episodios se pueden ver doblados al español o en su idioma original en inglés. En 2002 la serie se emitió doblada al español por Telefutura, como parte del bloque Toonturama hasta 2003.

### Vídeo doméstico
Sony Wonder comercializó algunos episodios seleccionados en VHS durante la década 1990. Solo los dos primeros episodios del programa están disponibles en los Estados Unidos a través del minorista de videos Amazon Video.

### Transmisión en línea
En Canadá estuvo disponible a través del servicio de transmisión de video Shomi hasta que dicho servicio se canceló. En 2015 la serie completa estuvo disponible para su visualización gratuita a través del canal Nelvana Retro en YouTube, rebautizado como YTV Direct en 2016. YTV Direct pasó a llamarse Keep It Weird en 2018 y este programa dejó de estar disponible. En 2019, Retro Rerun subió todos los episodios a su canal de YouTube.

## Recepción

### Respuesta crítica
Esther Sinclair, profesora asociada de psiquiatría y ciencias bioconductuales de la Universidad de California en Los Ángeles (UCLA), analizó el mensaje del programa: "Jack es altruista, no tiene impulsos agresivos, resiste la tentación y es comprensivo con los demás... El espectador puede establecer una analogía con otras especies en peligro de extinción como las águilas y los cóndores... Hay un énfasis en la interconexión de todos los seres vivos. Jack respeta todas las formas de vida".